# Bovkunî, Starokosteantîniv
Bovkunî (în ucraineană Бовкуни) este un sat în comuna Penkî din raionul Starokosteantîniv, regiunea Hmelnîțkîi, Ucraina.

## Demografie
Componența lingvistică a localității Bovkunî
     Ucraineană (100%)
Conform recensământului din 2001, toată populația localității Bovkunî era vorbitoare de ucraineană (100%).